# サンダー・ザボー
サンダー・ザボー（シャーンドル・サボー / Sándor Szabó、1906年 - 1966年10月16日）は、ハンガリー・ブダペスト出身のプロレスラー。

## 来歴
アマチュアレスリングでは1928年にハンガリー選手権で優勝。1931年から1932年にかけては、ニューヨークで三宅タロー（三宅多留次）と数回他流試合を行った。
プロ転向後、1937年1月1日にカリフォルニア州オークランドでNWAパシフィック・コースト・ヘビー級王座（サンフランシスコ版）を獲得（以降、同王座には1951年まで13回に渡って戴冠）。11月にはロサンゼルスにてカリフォルニア州ヘビー級王座を奪取、翌1938年11月23日にハードボイルド・ハガティに敗れるまで保持した。

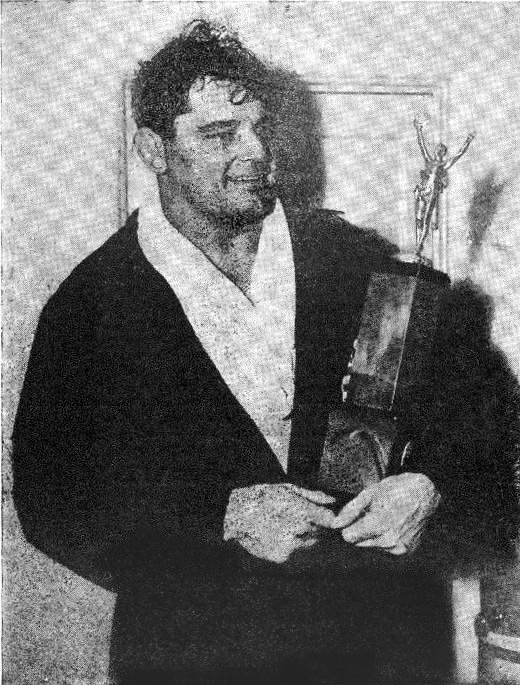
1941年

1941年6月5日、ミズーリ州セントルイスにて、ブロンコ・ナグルスキーを破りNWA世界ヘビー級王座（統一前のアソシエーション時代）を獲得、第30代の王者となった。1944年3月22日にはボストンにてユーボン・ロバートからモントリオール地区のタイトルだったMAC世界ヘビー級王座を奪取。1945年4月25日にはスティーブ・ケーシーを下してボストン版のAWA世界ヘビー級王座を獲得している。
1950年代は古巣のカリフォルニア地区を主戦場に活動。1952年2月22日にはロン・エチソンと組んでシャープ兄弟（ベン・シャープ&マイク・シャープ）からNWA世界タッグ王座（サンフランシスコ版）を奪取。5月にはビート・ザ・チャンプTV王座を獲得している。
1954年はロサンゼルスにてウイルバー・スナイダーやボボ・ブラジルと組み、NWAインターナショナルTVタッグ王座を度々獲得した。ロサンゼルスでは1955年の6月から10月にかけて、日系レスラーのグレート東郷&ハロルド坂田とタッグマッチで再三対戦している。1957年4月30日には、サンフランシスコにて海外修行中の豊登とシングルマッチで対戦した。
1963年4月、日本プロレスに来日し、キラー・コワルスキー、パット・オコーナー、ヘイスタック・カルホーン、ジノ・マレラ、フレッド・アトキンス、ボブ・エリスらと共に、力道山の生前最後の開催となった第5回ワールド大リーグ戦に出場。すでに全盛期を過ぎていたこともあって戦績は芳しくなかったものの、公式戦では猪木完至をフロント・ネックチャンスリー・ドロップで下している。猪木は後年、この技を「アントニオ・ドライバー」として用いた。
1966年10月16日死去。60歳没。

## 得意技
- フロント・ネックチャンスリー・ドロップ
- デス・スイング
- ウイングロック・スープレックス

## 獲得タイトル
モントリオール・アスレチック・コミッション
- MAC世界ヘビー級王座（モントリオール版）：1回[9]

ナショナル・レスリング・アソシエーション
- NWA世界ヘビー級王座：1回[8]

NWAサンフランシスコ
- カリフォルニア州ヘビー級王座：1回[7]
- NWA太平洋岸ヘビー級王座（サンフランシスコ版）：13回[6]
- NWA太平洋岸タッグ王座（サンフランシスコ版）：1回（w / ロン・エチソン）[19]
- NWA世界タッグ王座（サンフランシスコ版）：2回（w / プリモ・カルネラ、ロン・エチソン）[11]

NWAミネアポリス
- 世界ヘビー級王座（ミネアポリス版）：4回[20]

NWAミッドパシフィック・プロモーションズ
- NWAハワイ・ヘビー級王座：1回[21]

NWAロサンゼルス
- NWAビート・ザ・チャンプTV王座：6回[12]
- NWAインターナショナルTVタッグ王座：5回（w / ウイルバー・スナイダー×2、ボボ・ブラジル、ビリー・ダーネル、エドワード・カーペンティア）[13]
- NWA世界タッグ王座（ロサンゼルス版）：1回（w/ ビリー・ダーネル）[22]

AWAニューイングランド
- AWA世界ヘビー級王座（ボストン版）：1回[10]

その他
- レスリング・オブザーバー誌殿堂入り（2000年）